# 英雄伝説 黎の軌跡
『英雄伝説 黎の軌跡』（えいゆうでんせつ くろのきせき）は日本ファルコムより2021年9月30日に発売されたPlayStation 4用ゲームソフト。
「英雄伝説シリーズ」の第9作、同シリーズ第3期「軌跡シリーズ」第4作となる作品。軌跡シリーズ全体の物語の後半の始まりとなる作品であるとされている。
2022年7月29日にPlayStation 5/Steam版が発売。2024年2月15日にはNintendo Switch移植版となる『英雄伝説 黎の軌跡 for Nintendo Switch』が発売された。
本項ではシリーズ作品『英雄伝説 黎の軌跡II -CRIMSON SiN-』についても記述する。

## 概要
2020年12月17日に日本ファルコムの株主総会でPS4リマスター版となる『那由多の軌跡：改』、Switch版『閃の軌跡Ⅳ』と共に発表された。
キャッチコピーは「碧空の果て、一閃の先に見ゆるは黎明の大地――」「ここから新しい軌跡（ものがたり）がはじまる」。
ゼムリア大陸を舞台に、前作『創の軌跡』後の世界を描く。主な舞台はエレボニア帝国の東に位置する民主国家・カルバード共和国に移る。
タイトル名は「黎明」からとられており、前作までで散りばめられた謎の真実が黎明の如く明らかになっていき白黒がつけられると同時に、「黎」に「暗い」「黒い」の意味がある事から、主人公の職業である裏稼業やイメージカラーである「黒」にかけている。
キャラクターイラストは、『零の軌跡』『碧の軌跡』以来となるエナミカツミが担当。

## ストーリー
七耀暦1208年晩夏、世界大戦（ヨルムンガンド戦役）開戦に対する、エレボニア帝国からの巨額の賠償金でかつてない好景気を迎えているカルバード共和国。
だが、好景気に沸く影では、長年の課題である移民の大量流入による情勢の不安定化に加え、昨年就任した大統領ロイ・グラムハート主導の大規模な政治改革によって、共和国は激動の最中にあった。
そんな民族の坩堝ともいえる共和国では、ある裏稼業が必然的に発生し、活躍していた。―――人は彼らを「裏解決屋（スプリガン）」と呼ぶ。裏解決屋とは、一般人の大っぴらにはできない内容の依頼、警察や遊撃士協会等の下請け、ギャング等の裏社会の人間からの依頼まで、あらゆる依頼をこなして依頼に関した事態の収拾を図っていた。
共和国首都・旧市街にある「アークライド解決事務所」もその裏解決屋であった。ある日の昼前、その場に似つかわしくない、名門校「アラミス高等学校」の制服に身を包んだ少女が事務所を訪れ、ドアをノックする。珍しい時間帯の依頼人に応対する裏解決屋の青年。
ここから、共和国全土を揺り動かす新たな『軌跡（ものがたり）』が始まる。

## 登場人物
詳細は「英雄伝説 軌跡シリーズの登場人物」を参照

### メインキャラクター

#### アークライド解決事務所
ヴァン・アークライド
声 - 小野大輔
本作の主人公で、「アークライド解決事務所」を営む若き裏解決屋（スプリガン）。24歳。武器は撃剣（スタンキャリバー）。
ドライで現実的な性格に思われがちだが、実際は自分なりの筋を通す性格で面倒見もさほど悪くない。一方で、心の奥底には壁を作るような一面もある。
仕事柄、様々な業界の人間との幅広い人脈を持っており、いわゆる「悪い人間」との付き合いも当然ある。
裏解決屋としての人生には納得しており、どんな仕事でも文句を言う事はあれど、確実に遂行している。
アニエス・クローデル
声 - 伊藤美来
本作のヒロインで、アラミス高等学校の1年生。16歳。武器は導力杖（オーバルスタッフ）。
一見すると、清楚で柔和な雰囲気の少女だが、涼しげな瞳の奥には強い意志を宿しており、ポリシーに反する行いは見過ごさない。
学校では生徒会に所属しており、庶務として活動しているほか、護身術として学校の選択科目で導力杖を履修している。
ある日、亡き曾祖父の形見である導力器（オーブメント）が何者かに盗まれたと知り、その解決の為にヴァンが営む「アークライド解決事務所」を訪れる。
フェリ・アルファイド
声 - 小倉唯
褐色の肌に短めの髪、小柄な体型が印象的な猟兵の少女。13歳。武器は突撃銃剣（アサルトソード）。
独自の文化を形成する民族《クルガの民》が構成する高位の猟兵団《クルガ戦士団》に所属しており、戦闘では一人前の猟兵としてシビアな価値観を見せる一方で、日常生活では知識の少ない都会の様子に素直な反応を示す。
予てより交流のあった他の猟兵部隊が消息不明となり、その捜索をヴァンに依頼する。
アーロン・ウェイ
声 - 内田雄馬
共和国の巨大東方人街で浮名を流す遊び人で、《麒麟児》《羅州の小覇王》の異名を持つ。19歳。武器は双星剣（ツインフェンサー）。
東方三大拳法の一つ《月華流》の剣術と拳法を修める一方、気まぐれに東方華劇で女形の剣舞を演じたり、カジノで荒稼ぎしたりと、破天荒ながらもその存在感は周りを惹きつけてやまない。
東方人街を支配するシンジケート《黒月（ヘイユエ）》では幹部に取り立てようとする動きもあるが、彼は興味を示していない。
リゼット・トワイニング
声 - 石川由依
《マルドゥック総合警備会社》のサービスコンシェルジュを務めるメイド姿の女性。20歳。武器は拳銃＆ブレードギア。
淡い碧色の長髪が印象的なクールな女性だが、物腰は非常に丁寧で、茶目っ気やユーモアも併せ持つ。外見とは裏腹に戦闘の実力は高く、生半可な猟兵程度では歯が立たない。
ヴァンには社外テスターとして専用武器や《Xipha》の専用アプリを無償提供しており、定期的に使用状況の査定などを行っており、ビジネスライクな関係。
カトル・サリシオン
声 - 田村睦心
バーゼル理科大学の修士課程を治める研究者の少年。15歳。武器はパルスガン＆導力ドローン。
銀髪を切り揃えた中性的な顔立ちで、時々少女に間違われる。専門は《Xipha》規格のAIをベースとした《導力ドローン》の研究開発と運用だが物理・生体工学などの研究室の助手も務める。
ある事情からエプスタイン三高弟の一人であるラトーヤ・ハミルトンに引き取られ、以後彼女を実の祖母のように慕い、自身も研究者となる。
ジュディス・ランスター
声 - 日笠陽子
共和国の大衆文化である導力映画において、圧倒的な演技で人々を魅了するトップ女優。22歳。武器は流星鞭（ステラビュート）。
気さくな性格で、弱者を傷つけるものに対してはどんな相手だろうと正面から立ち向かう強い意志と正義感の持ち主。女優としてのプロ意識が高く、仕事では一切妥協しない。
女優のほかに「裏」の仕事を持っており、本業の合間に秘密裏に行動しているが、どこか抜けているのか、思わぬ失敗で醜態を晒したり、相手に弱みを握らせてしまうような事も。
ベルガルド・ゼーマン
声 - 大塚明夫
筋骨逞しい隻眼の老人で、ヴァンの武術の師匠にして恩人。69歳。武器は籠手＆具足（ガントレット）。
東方三大拳法の一つ《崑崙流》を修めた武芸百般の達人であり、ヴァンのほか大陸各地に多くの教え子を持つ。過去には仕事で大陸各地を飛び回っていたが現在は辞し、本当の名前も捨てて悠々自適の旅を続けている。
ヴァンが《裏解決屋》を始めると聞いた時も反対せず、彼を見守った。帝国と共和国の紛争が始まった頃に命を落としたという報せがヴァンに届いていたが、なぜか彼の前に姿を見せる。

### サブキャラクター

#### 遊撃士協会
エレイン・オークレール
声 - 斎藤千和
カルバード遊撃士協会に所属する遊撃士。《剣の乙女（ソードメイデン）》の異名で知られ、前年に23歳の若さでA級遊撃士となった若手のエース。24歳。武器は騎士剣。
流麗かつ可憐、凛とした美貌は度々共和国のニュースでも話題になり、雑誌のモデルや映画女優のオファーまで来ているが、本人は遊撃士が本分として全て断っている。
幼馴染で学校の同級生だったヴァンが共和国に戻り、裏解決屋（スプリガン）となった事を知り、複雑な心境を抱いている。
※『黎の軌跡II -CRIMSON SiN-』ではメインキャラクターに変更。
ジン・ヴァセック
声 - 稲田徹
カルバード遊撃士協会に所属する遊撃士で、カルバードの遊撃士達のリーダー的存在。《不動》の異名で知られる。
前年よりこれまでの功績を評価されてS級昇格を打診されていたが、一旦辞退し、準S級となっている。後輩であるエレインに大きな期待を寄せている。
フィー・クラウゼル
声 - 金元寿子
エレボニア遊撃士協会に所属する、《妖精（シルフィード）》の異名を持つ新進気鋭のB級遊撃士。
共和国で増加を続ける大小様々な案件に対応する為の人手確保の一環で、カルバード遊撃士協会に出向。

#### 首都イーディス
ルネ・キンケイド
声 - 福山潤
CID（中央情報省）統合分析室の補佐官兼エージェントで、ヴァンとエレインの幼馴染。25歳。武器は軍用拳銃。
グラムハート大統領の改革により分断された省内で、有能な上司の下、上手く立ち回っており、怜悧で整ったルックスとスマートな仕事ぶりで多くの同僚女性をときめかせる。
ヴァンの選んだ道には呆れつつ納得しており、互いに利用しあう事も厭わないが、エレインが遊撃士になると決めた際には唯一の味方として応援し、現在も変わっていない。
ポーレット
声 - 原由実
旧市街のとあるテナントビルの1階に構える老舗ビストロ《モンマルト》経営者のビクトルの一人娘で、常連客にとってのマドンナ的存在。27歳。ビルの管理人も兼任し、ヴァンが裏解決屋であると知りつつも、事務所を2階に置く事を認めた。
過去には別の職場で働いていたが、6年前に退職し、娘を連れて実家に戻り、現在に至る。
ユメ
声 - 長縄まりあ
天真爛漫で元気一杯な性格の、ポーレットの娘。6歳。《モンマルト》を手伝っており、看板娘としてヴァンや客からは可愛がられている。本人も家族一緒の店での生活を気に入っている。
父親はいないが、その詳細はポーレットが話していない為、不明。
ディンゴ・ブラッド
声 - 新垣樽助
端正な顔立ちと理知的な物腰が印象的な、ゴシップ雑誌《メルド》のルポライター。28歳。一匹狼のジャーナリストとして共和国中を飛び回り、取材や情報収集に必要と判断すれば、正規とは程遠い手段も厭わない。
情報屋としての活動もしており、ヴァンら裏解決屋をはじめとする裏社会の人間とも深い繋がりがある。
アルベール
声 - 斉藤壮馬
アラミス高等学校の1年生で、日曜学校高学年からのアニエスの幼馴染。16歳。品行方正かつ文武両道の好男子で、生徒会では会計を担当。
アニエスに密かに想いを寄せているらしく、時折彼女と行動を共にしている裏解決屋のヴァンに対して、「違法スレスレの依頼を受けるヤクザ者」としてやたらと攻撃的になってしまう。
オデット
声 - 金元寿子
アラミス高等学校の1年生で、アニエスのもう一人の幼馴染。16歳。首都イーディスにある良家の子女で、生徒会では書記を担当。
好奇心旺盛な性格でノリが良く、アルベールがアニエスに抱く想いに気付いているが、からかい交じりに見守っている。ゴシップ誌を愛読しており、そこで得た知識の一部をアニエスに共有している。
ロイ・グラムハート
声 - 小山力也
カルバード共和国現職（第23代）大統領。46歳。七耀暦1206年の総選挙で前大統領サミュエル・ロックスミスを下し、翌年初めに大統領に就任。
即断即決の政治姿勢で知られ、フランクだが頼もしい語り口で幅広い層の支持を得ていたが、就任してすぐにエレボニア帝国からの世界大戦の賠償金を経済復興の為に即座に国民に還元し、その支持を確固たるものとした。
国内外の問題への対処は時間がかかる融和よりも対立を競争として煽り、別ベクトルに変える手法を得意とする。
レン・ブライト
声 - 悠木碧
元結社《身喰らう蛇》の執行者No.XV《殲滅天使》。ジェニス王立学園からの交換留学生として1208年春にアラミス高等学校に入学し、現在は生徒会長を務める。
留学直後にとある一件からアニエスと知り合い、自然と先輩後輩として交流するようになる。共和国への留学は学業以外のある目的を帯びている。

#### 東方人街
アシェン・ルウ
声 - ファイルーズあい
共和国最大のシンジケート《黒月（ヘイユエ）》の有力者であるルウ家の娘。クロスベル支部に所属していたシンは弟にあたる。17歳。
お嬢様らしく気位は高いが根はお人好しで、《黒月》の幹部であるツァオが好みのタイプ。アーロンとは幼馴染で陽気だがどこか危うさを感じさせる彼の事を気にかけている。
ツァオ・リー
声 - 平川大輔
《白蘭竜》の異名で知られる、シンジケート《黒月（ヘイユエ）》の幹部にして《月華流》拳法の達人。
現在はクロスベルから共和国に戻っており、共和国の裏社会の秩序を無視して勢力を広げるマフィア《アルマータ》に対抗すべく独自に活動している。
銀（イン）/リーシャ・マオ
声 - 佐藤利奈
共和国で《東方人街の魔人》と謳われる伝説の凶手。その正体はクロスベル自治州の有名劇団《アルカンシェル》の準トップ女優リーシャ・マオ。
最近はクロスベルに活動拠点を移していたが、《アルマータ》との抗争による東方人街への被害を最小限にとどめる為に《黒月》と契約し、再び共和国で活動を開始する。

#### バーゼル理科大学
ラトーヤ・ハミルトン
声 - 井上喜久子
《導力革命》をもたらした故エプスタイン博士の《三高弟》の一人にして、バーゼル理科大学元名誉教授及び《ヴェルヌ社》の元最高顧問。74歳。
「辺境にこそ導力器が必要」という信念を掲げ、共和国で多大な功績を挙げ、「共和国導力革命の母」と呼ばれるまでになった。3年前に名誉教授と最高顧問を辞し、カトルら愛弟子に後事を託し、国外で研究を続けている。
エスメレー・アーチェット
声 - 本渡楓
バーゼル理科大学・生体工学研究室の准教授。27歳。ラトーヤ・ハミルトン博士門下の一人。弟弟子にあたるカトルを溺愛している。
あまりにも天然な性格はやや問題だが、第六世代戦術オーブメント《Xipha（ザイファ）》開発プロジェクトでは主要設計を担当し、レミフェリア公国のセイランド社、エプスタイン財団、リベール王国のZCF（ツァイス中央工房）全てと交流を持つなど、逸材として活躍を期待されている。

#### マルドゥック綜合警備保障
ギリアム・ソーンダイク
声 - 成田剣
《マルドゥック総合警備会社》のGM（ゼネラルマネージャー）。35歳。
一見すると物分かりがいい雰囲気だが、社外テスターとして協力するヴァンからは「相当性格が悪い」と評されている。実利を優先する辣腕実業家としてマルドゥック社で活躍している。
カシム・アルファイド
声 - 梅原裕一郎
《マルドゥック総合警備会社》の警備主任で、フェリの実の兄。27歳。
かつては《クルガ戦士団》一の戦士と謳われた凄腕の猟兵だったが、現在は《クルガ戦士団》とは縁を切り、故郷からも離れている。自然体で涼しげな佇まいには一分の隙もなく、類まれなる戦闘力と指揮能力を兼ね備える。

#### アルマータ
メルキオル
声 - 蒼井翔太
共和国内で不審な動きを見せるマフィア組織《アルマータ》の三幹部を務める青年。21歳。
元々は別の組織に所属していたが、その実力と奉仕的な姿勢がアルマータのボスに気に入られてスカウトされ、瞬く間に幹部へと上り詰めた。大型ナイフと様々な特殊効果を持つ爆弾を使う、残虐極まりない戦闘行為を好む。
ボスの望む「恐怖」を体現すべく、共和国各地で裏工作、暗殺、破壊活動等を行い続けている。
ヴィオーラ
声 - 山本希望
マフィア組織《アルマータ》の三幹部を務める女性。26歳。
異常なまでの加虐趣味を持つサディストで、それを象徴するかのように、数十の短針を一気に放ち、相手の身体をズタズタに痛めつける短針銃（ニードルガン）を武器とする。
「恐怖」であらゆるものを動かそうとするボスの底知れなさに心酔する一方、新参者ながらボスの右腕となり、自分と同格の地位についたメルキオルに対して激しい敵対心を抱く。
アレクサンドル
声 - 新垣樽助
マフィア組織《アルマータ》の三幹部を務める男。35歳。
寡黙で理性的に見える風貌だが、戦闘時には両腕に装備した巨大なガントレットで荒れ狂ったような戦いをみせる。
過去には公的な職務に就いていたらしいが、ある事件をきっかけに祖国を離れ、共和国へと流れ着いたところをアルマータのボスに拾われた。絶望を「恐怖」で塗りつぶそうとするボスに感銘しつつも、己の死に場所を探し求めている節がある。
《鏖殺（おうさつ）》のアリオッチ
声 - 小山剛志
《アルマータ》の協力者である、甲冑に身を包んだ、巨大な斧槍を軽々と振るう大男。26歳。
大陸東部で野盗や猟兵を幾度も皆殺しにしていたらしいが、その理由については一切不明。アルマータには「恐怖」で全てを支配する、というシンプルな理念に共鳴している。
現在は《アルマータ》の最強戦力として暗躍しており、あらゆる国や組織の部隊を屠っては目撃者さえ出さない徹底ぶりから、《姿無き厄災（インビジブルテンペスト）》の異名で呼ばれる事もある。
《金（アウルム）》のオランピア
声 - 瀬戸麻沙美
《アルマータ》の協力者である、天使のような姿の白金の人形を行使する、ローブと包帯に身を包んだ女性。19歳。
他者だけでなく、自分すら無機質な「物」として見ているようで、その言動からは一切の感情を読み取る事はできない。
アルマータの「「恐怖」で全てを御する在り方」には興味を抱いているようにも見えるが、真意は不明。
ジェラール・ダンテス
声 - 関智一
マフィア組織《アルマータ》のボスで、あらゆる者を従えるような尋常でないオーラと、どこまでも底知れない風格を備えた男。武器は十字型の大剣。34歳。
数年前、組織で不手際を演じた当時の首領エンリケを粛正し、首領に就任。現在の体制を作り上げた。
人を人たらしめる概念――「恐怖」によって全てを御するという考えを持っており、それに惹かれた強者が次々彼の下に集まり、《アルマータ》は急速に勢力を拡大している。

#### その他
シズナ・レム・ミスルギ
声 - 内田真礼
大陸東部のいずこかを本拠地とする東部最強の侍衆《斑鳩（いかるが）》の副長。23歳。武器は漆黒の大太刀。
《白銀（しろがね）の剣聖》の異名を持つ《黒神一刀流（こくしんいっとうりゅう）》の達人で、普段から最新式の強化スーツを着用し、玲瓏かつ天衣無縫な佇まいを見せる。
どこかあどけなさの残る顔立ちをしているが、強者と刃を交える際には、剣聖に相応しい凛とした表情を垣間見せる。
エルロイ・ハーウッド
声 - 黒田崇矢
《破戒》《千の破戒者》の異名を持つ結社《身喰らう蛇》の最高幹部・蛇の使徒（アンギス）第四柱。47歳。煉獄の悪魔すら蝕み、腐食させる程の「謎」の力を操る。
ルクレツィアやシャロン同様、かつては《月光木馬團》に所属していたが、結社との抗争に敗れて軍門に下り、《盟主（グランドマスター）》から使徒として任命された。
古今東西のあらゆる悪事・犯罪を研究・実践してきた犯罪のスペシャリストで、己の欲望のままに行動しているが今回の共和国内での活動には結社の「ある計画」が背景にある。
ルクレツィア・イスレ
声 - 植田佳奈
《黄金蝶》の異名を持つ、結社《身喰らう蛇》の執行者No.Ⅲ。29歳。武器はダスクグレイブ。戦闘では異形かつ長大な武器を振るい、空間ごと抉り取る凄まじい攻撃を繰り出す。
常に素顔を黒いベールで隠しているうえ、はんなりとした雅な言葉遣い（いわゆる関西弁）が特徴で腹の内を探ろうにも探りきれない独特の妖艶な雰囲気を持つ。
かつては《月光木馬團》と呼ばれる暗殺組織に所属していたが、結社との抗争に敗れ蛇の使徒（アンギス）第四柱《千の破戒者》エルロイ・ハーウッドと元執行者No.Ⅸ《死線》《告死線域》シャロン・クルーガーと共に結社に下った。
ヴァルター・クロン
声 - 吉水孝宏
結社《身喰らう蛇》に所属する執行者No.Ⅷで、《痩せ狼》の異名を持つ。
現在は共和国でとある若者の行方を追跡しており、その過程で裏解決屋のヴァン達と出会う事になる。
メア
声 - 長縄まりあ
ヴァンの所持している戦術オーブメント《Xipha（ザイファ）》にインストールされている特別製のホロウコア（支援用AI）。
自己主張の激しいタイプだが、AIとして設定されたパーソナリティであり、自由意志ではない。普段は他のホロウコア同様、音声ガイドでのサポートを行うが、ヴァンの周囲で「何か」が起こることでホログラムのようなアバターとして現実世界に顕現。
その際はAIにはあり得ない「意志」を自ら示し、ヴァンの姿を壮絶な殲滅力を振るう「悪夢を纏った」姿こと《魔装鬼（グレンデル）》に変化させる。
ニナ・フェンリィ
声 - 上田麗奈
東方系ハーフの人気アイドルにして、本格演技派として注目を浴びる若手映画女優。18歳。
自然体な演技ながらも女優としての天賦の才を持ち、彼女に注目する業界関係者は数知れない。ジュディスは先輩にあたり、彼女の事を後輩、友人、そしてライバルとして尊敬している。
怪盗グリムキャッツ
声 - 不明
近年、共和国を騒がせている女怪盗。しなやかな体躯と抜群の戦闘力を持つ事以外は謎に包まれている。
汚職にまみれた政治家や官僚、違法な金儲けに走る大企業やマフィアを専ら相手にしている義賊で一般大衆からの人気は高く、ゴシップ誌で特集が組まれる事も。
大陸各地に出没する《怪盗B》や東方人街の伝説の凶手《銀（イン）》が最近は共和国で表立った活動をしていない為、共和国人の間では代わりに彼女に関する噂話が広まっている。
クロガネ
声 - 森嶋秀太
《斑鳩》の構成員である覆面の男。38歳。シズナの従者でもあり、彼女の事を「姫」と呼ぶ。
東方に伝わる「忍び」の一人で、数え切れない程の戦場を駆け抜けた者にしかない、真の強者の風格を備える。
特に暗器術《朧月流》に秀でており、その磨き抜かれた技と鍛え抜かれた超人的な肉体から繰り出す体術は、結社《身喰らう蛇（ウロボロス）》の執行者にも引けを取らない。

## 世界設定

### カルバード共和国
本作の舞台。エレボニア帝国の東に位置し、ゼムリア大陸全体では西部から中央部に位置する。紋章は「三つ葉の生えたクローブ」。
嘗ては王国であり王制を敷いていたが、現在から約100年程前の七耀暦1104年に財政破綻が契機となり、女性革命家シーナ・ディルクが旗頭となって起こった「カルバード革命」で王室が倒されて共和制の民主主義国家に移行した。
七耀暦1206年に行われた総選挙で前大統領サミュエル・ロックスミス率いる旧与党が敗北したのを受け、翌年初めにロイ・グラムハートが大統領に就任し、現在に至る。
東方からの移民を広く受け入れており、各地に東方人街があるほか、国土によって様々な文化を有する。一方で、それを不満に思う者によるテロが多発しており、治安改善が喫緊の課題。また、国土の東部は「龍脈」の枯渇による砂漠化が始まっており、こちらも問題となっている。

#### 首都イーディス
カルバード共和国の首都にして、ゼムリア大陸最大規模の都市。人口79万人。
約90年前に建てられた大統領府や共和国議事堂に面した革命広場、出版社や映画館が立ち並ぶ地区、開発から取り残された旧市街、リバーサイドに面した商業地区等があり、大通りでは白いクローブの街路樹が見られる。
導力車大国の首都として多彩な車種が街路を走っており、交通整備の為、街路には他国に先駆けて信号機が導入されている。
トラム網（いわゆる列車や路面電車）の代わりに主要都市を結んだ「地下鉄」が導入された大陸初の都市としても知られている。
アラミス高等学校
共和国では知らぬ者のいない名門校。100年前のカルバード革命で活躍した芸術家アラミスの名が校名の由来で、「新たな国家を担う人材を広く育成する」事を目的に創立された。
伝統と革新のバランスをとった教育方針と生徒の自主性を重視した自由な校風で、国内外から多くの生徒を集めると共に、共和国の根幹を担うエリートを多数輩出している。
生徒会の権限が強いが、その代わり毎年春に開かれて首都の春の代名詞となっている「アラミス学藝祭」等の各種行事の企画・運営を一任される等大きな責任を負う。
だがその分評価も大きく、卒業後の進路を決める際のステータスとしての価値が非常に高い為、生徒会選挙は例年、多くの生徒が立候補し、熾烈な戦いを繰り広げる。

##### 旧市街
アークライド解決事務所
主人公が営む裏解決屋としての事務所。ビルの2階にあり、1階にはカフェが入っている。

#### 煌都ラングポート
カルバード共和国南部に位置する、「羅州」とも呼ばれる南海に面した巨大港湾都市。人口55万人。
その規模は貿易都市クロスベルやエレボニア帝国の海都オルディスをも上回り、共和国という「多様性の巨大国家」第二の心臓と言える程の勢いを近年、内外に示している。
近代的なビルが立ち並ぶビジネス街・商業地区のほか、大陸最大の東方人街が広がっており、夜になるとその壮大な夜景が煌くように現れるため「煌都」と呼ばれるようになった。
その煌びやかさとは裏腹に、共和国最大のマフィア・シンジケート《黒月（ヘイユエ）》の本拠地としても知られている。

#### 工学都市バーゼル
カルバード共和国南西部にある学術工業都市。人口18万人。
昔から自然科学系の学術研究で有名で、バーゼル理科大学という天文台を有する大学があるほか、中世には建築、水利、産業、学術等の機械・器具を手掛ける職人の組合も存在していた。
導力革命後は職人組合と理科大学が共同でヴェルヌ社を設立。産業協同プロジェクトが開始され、高低差のある区画をエアロトラム（ロープウェイ）で結びつけるなど、美しい景観を残しつつ最新の学術工業都市化計画が進んでいる。
ヴェルヌ社
バーゼルに本拠を置く巨大技術メーカー。帝国のラインフォルトグループと並び称されているが、産学共同で設立されたためか、フットワークはやや低めで学術的な見地から多角的かつ練られた形での開発アプローチを取っている。
約50年前の導力革命において、導力器を発明したエプスタイン博士の三高弟の一人にして共和国の導力革命の母、ラトーヤ・ハミルトンが技術を持ち帰り、ヴェルヌ社の顧問に就任。
後に大陸史上初となる導力駆動車の開発を成功させてからは、バーゼル理科大学の天体望遠鏡の光景を記録する為の導力写真や導力映像といった先進技術の研究開発にも注力。映像技術と大衆文化が結びついた「導力映画（オーバルシネマ）」など、共和国独自の文化を生み出すきっかけともなった。
バーゼル理科大学
バーゼルの中心である学術工業大学。天文台及び天体望遠鏡が大学の象徴。

#### 遊興都市サルバッド
カルバード共和国南東部に位置し、砂漠のオアシスに面した観光保養都市。人口10万人。
かつては中東文化の伝統舞踊や音楽が盛んな宿場町だったが、地下水脈の改善で水量が増え、都市整備計画が進んだ結果、都市として発展した。
都市整備計画で造成された新市街とかつての市街地である伝統地区に分けられ、新市街には新進気鋭の映画会社「ベガスフィルム」があるほか、六つ星を獲得しているリゾートホテルやカジノが進出し、華やかな雰囲気を纏う。一方で伝統地区では本来の文化が色濃く残され、そこで開かれる活気溢れるバザールは、旅行者や観光客の人気を集めている。

#### クレイユ村
カルバード共和国北西部の田園地帯に位置するのどかな農村。人口は約1000人。
周辺には美しい田園風景が広がり、北西には遥か遠くのノルド高原東部へと至る丘陵や山脈が望める。その絶景を求めて首都圏から保養に訪れる者も少なくない。
レミフェリア公国やオレド自治州にも通じていたりと国境に近い為、様々な猟兵団が食料調達や休息で立ち寄る事も少なくないが、各方面への宿場町として機能している村で揉め事を起こすのはどの猟兵団も禁じており、村民もあまり目くじらを立てていない。

#### 龍來（ロンライ）
カルバード共和国最東端、天山連峰とイシュガル山脈の狭間に位置する地方小都市。人口2万人。
昔から大陸東方への玄関口として行商人が往来していたが、大陸東部の砂漠化の進行に伴い年々往来が減少。しかし、周辺では茶葉の栽培が盛んで特産品として他国にも知られ、温泉が湧き出る事から保養地・観光地として一定の人気を維持している。街並みは東方様式だが、ラングポートの東方人街とは対照的に、わびさびも感じさせる鄙びた雰囲気。
《月華流》・《崑崙流》・《泰斗流》の東方三大拳法を修める者が、修練の為に訪れる場所としても知られている。

#### 古都（旧王都）オラシオン
カルバード共和国北東部の共和国第三の都市で、王国時代の王都。ゼムリア大陸で人気の菓子メーカー「クインシー社」の本社がある。人口28万人。
王国時代の繁栄と歴史の重みを感じさせる美しい街並みが特徴的で、観光客にも人気。オラシオンではこの街並みの保持の為に景観条例がかけられており、景観を崩す建築に制限を懸けている。中でも人気の観光スポットは東部にある「総大聖堂」や王国時代の王宮跡地「ヴァシュタール宮跡」で、総大聖堂は導力映画の撮影にも使われている。
住民には王国時代の上流階級の系譜を引く者が多く、移民に対して差別的な考えや激しい敵意を抱く者もいる。故に共和国の治安を揺るがす、移民に対する「民族テロ」の最大の資金源とも指摘されている。

### エルザイム公国
ゼムリア大陸中東部に位置する国で、古来より中東部の盟主として高い国力を持つ。元首は公王サルマン。豊富な地下資源と技術力を持っており、大陸主要銀行の一つ「ルドス開発銀行」を有する。
共和国とは長年友好関係を築いており、技術協力も行っている。共和国で隆盛を迎えている導力映画文化の盛り上げにも積極的で、映画会社や映画祭にも大規模な投資を行っている。

### ヴァリス市国
ゼムリア大陸中東部に位置する国で、近年急成長を続けている。オレド自治州との関係が深く、主要な貿易相手でもある。大陸主要銀行の一つ「ヴァリス投資銀行」を有する。

## 用語
裏解決屋（スプリガン）
カルバード共和国における裏社会の職業。ありとあらゆる立場の人間のあらゆる依頼を引き受け、依頼によって探偵、交渉人、賞金稼ぎと様々な立ち位置になって解決に当たる。
近年では戦後賠償による好景気で、その富を狙って様々な猟兵団や犯罪組織等の流入が相次ぎ、彼らの主要な引き受け依頼案件となる「表沙汰にできない案件」が急増。裏解決屋が高額の料金を提示して対応するケースも比例して急増し、遊撃士協会から問題視されている。
Xipha（ザイファ）
ヴェルヌ社が開発した第六世代戦術オーブメント。これまでの戦術オーブメントと異なり、エプスタイン財団の開発協力を得ておらず、ヴェルヌ社の完全独自開発で、様々な新機能を備える。
マルドゥック総合警備会社
約10年前に設立された、オレド自治州に本社を置く会社。社名こそ「総合警備会社」だが、その実態はPMC（民間軍事会社）。
最初は社名通り、大陸各国の企業等にセキュリティサービスを提供していたが、ここ数年で急成長し業務を拡大。軍事オペレーションにまで進出している。猟兵団と異なり各国の法を紙一重でクリアできるプランを提示する傾向が強く、猟兵団を雇えない国に会社があったり、リスクを負いたくない大企業が高額のミラで契約している。
軍用格闘・白兵戦術等の戦闘技術や武装の開発・発展にも力を入れている。培ったノウハウを各国の軍、猟兵団に有償提供するほか、優秀なテスターからデータを買い上げるサービスも行っており、そちらは主にサービスコンシェルジュが担当している。
導力映画（オーバルシネマ）
現在から28年前に共和国で誕生し、独自の発展を遂げた大衆娯楽。現在の共和国では舞台・演劇よりも高い人気を得ている。
誕生と発展と共に、共和国では次々に映画制作会社が発足。映画専門の監督や俳優・女優のほか、歌を披露する「スター」が現れている。それを受けて、共和国の各地で様々な映画祭が行われ、中にはメディアや周辺国がスポンサーとなった大規模なものも開催されている。
CID（中央情報省）
カルバード共和国が擁する諜報機関。国内外を問わず活動する。エレボニア帝国が《帝国軍情報局》を設立したのを受け、前大統領サミュエル・ロックスミスが設立した《ロックスミス機関》が前身で、2年間の試用期間を経て、CIDとして正式に発足した。
現在は、ロイ・グラムハート大統領の就任に伴い、3つの局に分断され全ての情報を大統領が掌握・コントロールする独裁体制へと再編されている状態。だが、分断された省内の連携を取るために「統合分析室」という部署が新設され、グラムハート大統領の意向を受け、キリカが室長に任命された。
斑鳩（いかるが）
不毛の地となりつつある大陸東部の何処かを本拠とする、謎多き侍衆。一般的には猟兵団としても扱われ、その評価は最上位のSSS級。
最新鋭の武装を使用し、大陸極東部で受け継がれてきた「太刀」を扱う達人を多く抱え、変幻自在の戦闘術・情報収集に長けた「忍び」と呼ばれる隠密部隊を擁するなど、戦闘力は大陸東部最強と囁やかれている。
彼らが使う忍びの技は「朧月流」、太刀の技は「黒神一刀流（こくしんいっとうりゅう）」と呼ばれているが、詳細については不明な点も多く、源流も謎に包まれている。
アルマータ
共和国内で、近年勢力を急速に拡大しているマフィア。一部では結社《身喰らう蛇》との関係を疑う者もいる。
共和国裏社会の最低限の秩序維持の為、共和国随一のシンジケート《黒月》が定めた「常習性の高い薬物や人身売買の禁止」の掟に平然と背き、猟兵崩れや重犯罪者を雇い入れる等、戦力も増強し始めている。
裏社会の一線を越えた数々の行為はCIDや遊撃士協会、警察は勿論、《黒月》をはじめ裏社会の組織にも問題視され、内偵の実行等、《アルマータ》に対抗すべく共和国内で各々動きを見せ始めているが、実態が不可解な程に不明なうえ、内偵者が消息を絶つ事件も起こっている。

## 主題歌
オープニングテーマ「名もなき悪夢の果て」
歌：佐坂めぐみ、演奏：Falcom jdk BAND

## ラジオ番組
黎の軌跡 presents ヴァンさん、ラジオの時間ですよ！
2022年7月8日から、文化放送毎週金曜日22:20 - 22:30にて放送開始。2022年9月30日から『内田理央のレコメン!FRIDAY』内のフロート番組として22:40 - 22:55頃に放送。パーソナリティはアニエス・クローデル役の伊藤美来。放送のアーカイブを、日本ファルコムの公式YouTubeチャンネル（NihonFalcomSince1981）にて放送回の翌週月曜日に公開している。
2023年3月24日の放送をもって終了、翌週31日より『週刊ファルコムラジオ』へとリニューアルする。